# Samir Zaoui
Samir Zaoui (Aïn Boucif, 3 giugno 1976) è un ex calciatore algerino, di ruolo difensore.